# (1534) Näsi
(1534) Näsi – planetoida z pasa głównego asteroid okrążająca Słońce w ciągu 4 lat i 186 dni w średniej odległości 2,73 au. Została odkryta 20 stycznia 1939 roku w Obserwatorium Iso-Heikkilä w Turku przez Yrjö Väisälä. Nazwa planetoidy pochodzi od jeziora Näsijärvi w Finlandii. Przed nadaniem nazwy planetoida nosiła oznaczenie tymczasowe (1534) 1939 BK.